# Chorwacja na Letniej Uniwersjadzie 2009
Chorwację na Letniej Uniwersjadzie reprezentowało 52 zawodników. Chorwaci zdobyli 3 medale (2 srebrne i brązowy).
Sporty drużynowe w których Chorwacja brała udział :
| Dyscyplina  | Mężczyźni | Kobiety |
| Koszykówka  |           |         |
| Piłka nożna |           |         |
| Piłka wodna | ✔         |         |
| Siatkówka   |           |         |

## Medale

### Srebro
- Petra Matijasević - taekwondo, kategoria poniżej 67 kg
- Drużyna piłkarzy wodnych

### Brąz
- Martina Zubcić - taekwondo, kategoria poniżej 59 kg